# Dorrough
Dorrough, właściwie Dorwin Demarcus Dorrough (ur. 28 października 1986 w Dallas, Teksas) – amerykański raper. W swojej karierze wydał dwa solowe albumy Dorrough Music i Get Big. Znany z współpracy z takimi artystami jak Soulja Boy Tell'em, Slim Thug, Yo Gotti czy E-40.

## Dyskografia
- Dorrough Music (2009)
- Get Big (2010)